# Christina Aguilera como ícone gay

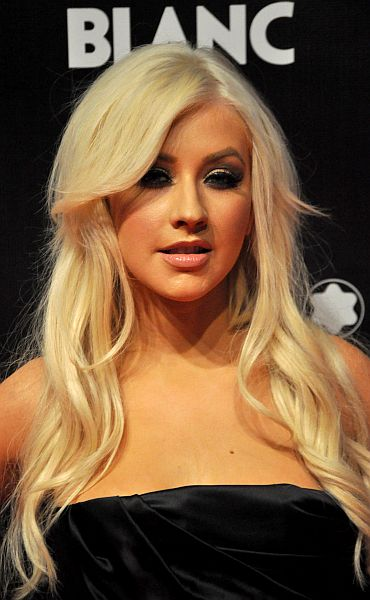
Referida como um ícone gay, Aguilera demonstrou seu apoio e discursou em favor da comunidade LGBT em diversas ocasiões ao longo da carreira.

Christina Aguilera é uma cantora, compositora, produtora e atriz norte-americana. No início da década de 2000, ao passo em que se tornava uma figura proeminente na música popular, demonstrou ser uma aliada da comunidade LGBT, desenvolvendo trabalhos que discursava sobre aceitação, inclusão e a representação positiva dos indivíduos. Com a disponibilização do vídeo musical para "Beautiful" (2002), Aguilera estabeleceu sua imagem como ícone gay e fez com que fosse gratificada pelo Gay and Lesbian Alliance Against Defamation (GLAAD). Além de servir como "inspiração para milhões de jovens ao redor do mundo", o vídeo da faixa foi reconhecido como um dos momentos mais importantes para a história da cultura LGBT durante artigos publicados pelos jornais The Independent e O Globo.
Referida como um "verdadeiro ícone gay", a revista Billboard concluiu que o apoio de Aguilera à comunidade sempre foi "uma parte importante de sua arte e seu ativismo", com seus "vídeos inclusivos sobre LGBTQ em um período onde sua representação era considerada um risco para a carreira". Além disso, a vocalista apoiou o casamento entre pessoas do mesmo sexo e protestou contra uma lei destinada a bani-lo na Califórnia, além de atrair elogios por sua atuação em desmitificar estereótipos acerca do HIV/AIDS. Em 2019, durante uma cerimônia do Human Rights Campaign (HRC), foi honrada por seu ativismo pelo grupo, sendo considerada um "verdadeiro ícone LGBTQ, [que], através de sua música poderosa e seus incansáveis esforços para uma mudança positiva, [fez] uma verdadeira diferença na vida de inúmeras pessoas".

## Contexto

### Obra artística

Beijo homossexual presente no vídeo musical de "Beautiful"; a referida cena fez com que a revista W considerasse a obra como "revolucionária" para a época.

Em 2018, Aguilera explicou que se sente conectada com a comunidade LGBT por conta de suas "jornadas semelhantes", por serem pessoas que "enfrentaram lugares [ou] lutas dolorosas [...] algo que faz parte de [sua] música". De fato, ao longo de sua carreira, ela desenvolveu uma série de trabalhos que estabeleceram sua imagem como ícone gay; no início de sua jornada como cantora, divulgou a faixa "Reflection", presente na trilha sonora do filme de animação Mulan (1998). Em uma análise da obra, a revista Billboard a descreveu como um "hino transexual", opinando que sua história "expressa o desejo de mostrar para o mundo quem se é por dentro [...], simbolizando a difícil jornada experimentada por pessoas transgêneros durante suas transições". De acordo com o The Advocate, sua colaboração com Ricky Martin em "Nobody Wants to Be Lonely" (2001) pode ser considerado um "hino queer".
No final de 2002, seguido pelo lançamento do vídeo musical para "Beautiful" (dirigido por Jonas Åkerlund), Aguilera atraiu atenção da mídia internacional por sua representação positiva de pessoas transgêneros, bem como uma cena em que destacava um beijo homossexual. Juno Dawson, colunista da revista Attitude, considerou que, "se a canção era universal, o videoclipe fez questão de esclarecer os detalhes [...] o fato de um casal homossexual continuarem se abraçando diante de olhares enojados dos pedestres era revelador. O vídeo inteiro inspirava ativismo". Escrevendo para a Stonewall Equality Limited, o autor Paul Gambaccini reconheceu que "recentemente, muitas das principais vocalistas registram hinos de autoempoderamento como resposta ao bullying, homofobia e misoginia nas escolas e na sociedade [...] O maior destaque foi "Beautiful", popularizada por Christina Aguilera, gravação que faz jus ao seu título, uma conquista que inspirou milhões de jovens ao redor do mundo". Além disso, o tema foi escolhido por críticos profissionais da Rolling Stone e do canal VH1 como um dos melhores registros da década de 2000.
Enquanto o videoclipe para "Dirrty" (2002; dirigido por David LaChapelle) foi descrito como a "celebração do [ponto de vista] de um homem gay sobre sexualidade envolvida pela sensibilidade da cultura camp de Showgirls", a faixa "Fighter" (2002) foi apontada como o "tema favorito" para drag queens, por sua letra sobre "sobreviver a um momento que destrói sua vida e usar essa dor para se tornar mais forte". Em uma análise ao trabalho da artista no álbum Back to Basics (2006), os autores Edward e Monnet observaram que Aguilera referenciou figuras da cultura popular e da iconografia gay e, destacando a obra audiovisual de "Candyman" (2007), opinaram que ela "evoca uma reinscrição metatextual que Bette Midler havia feito das The Andrews Sisters", enquanto suas apresentações autorreflexivas e autoconstrutivas retratavam "atuações de ícones queer do passado". De forma mais direta, a vocalista faz uma referência à bissexualidade no conteúdo lírico da canção "Not Myself Tonight" (2010).
Após sua estreia nos cinemas em Burlesque (2010), Aguilera foi elogiada em sua atuação como uma "voz forte no apoio à comunidade gay" por Kristen Bell. Além disso, ela descreveu o enredo do longa-metragem como "uma carta de amor para a comunidade em diversas maneiras". Suas referências ao público LGBT também podem ser observados dentro dos palcos. Durante uma apresentação no MTV Video Music Awards de 2003, a intérprete compartilhou o palco com Britney Spears e Madonna, dando um beijo na boca desta última. Além de ganhar destaque na imprensa internacional, a apresentação foi referida como um "festival de amor feminino". Em 2019, após assistir seu número no concerto de residência Christina Aguilera: The Xperience, o colunista Evan Real do The Hollywood Reporter considerou o espetáculo como "uma amostra das variadas identidades de [Aguilera]: uma sedutora positiva no sexo, uma feminista feroz, uma cantora com alma e uma aliada comprometida com a comunidade LGBTQ".

### Ativismo

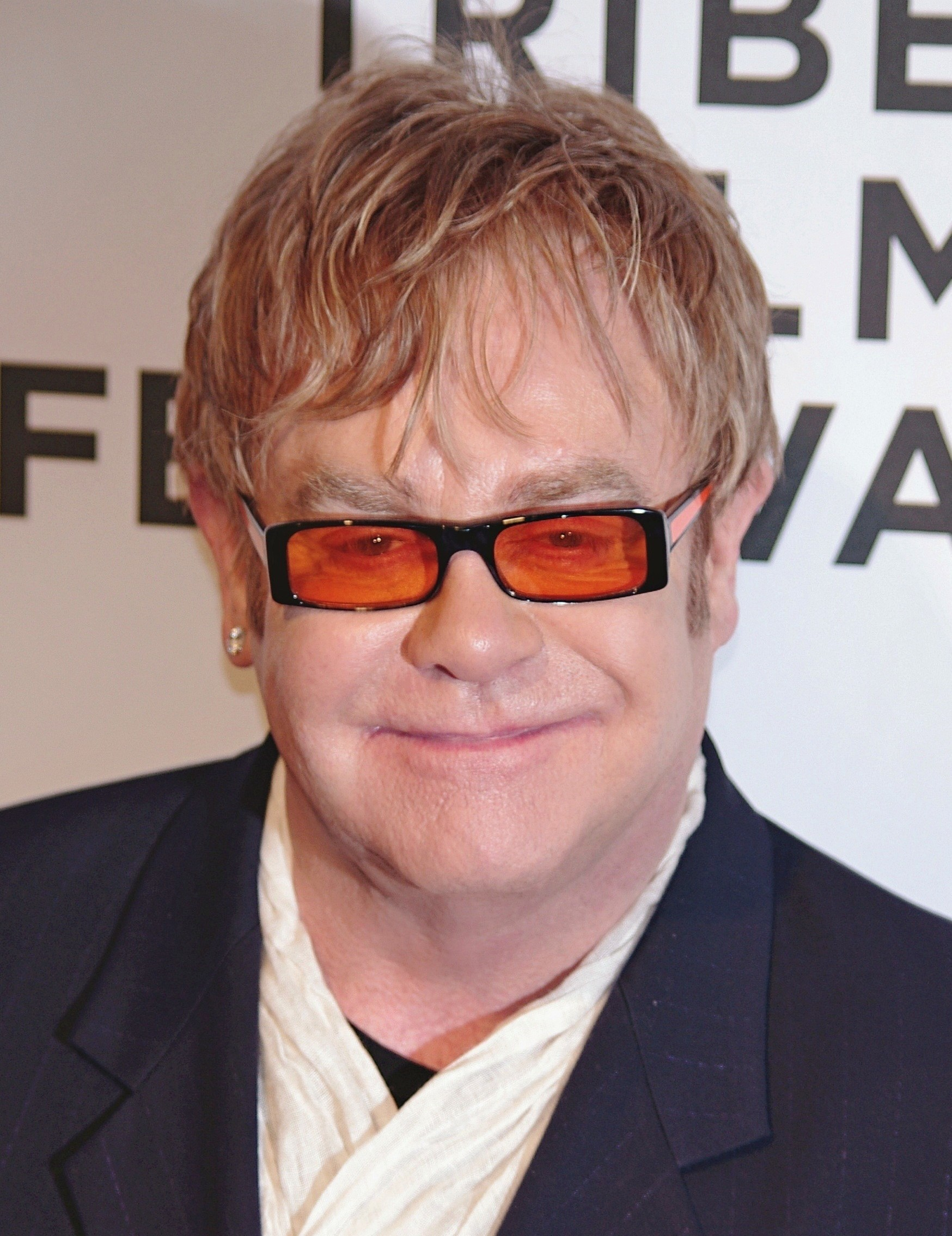
Aguilera foi destaque em um livro de fotografias publicado por Elton John (imagem) para arrecadar fundos no controle do HIV.

No curso de sua carreira, Aguilera atuou como ativista dos direitos LGBT, bem como conscientizou o público sobre HIV/AIDS. Em 2004, ela serviu como rosto para a divulgação de uma linha de maquiagens desenvolvida pela MAC Cosmetics, cujos lucros eram destinados para a MAC AIDS Fund, organização que serve como suporte melhorar a qualidade de vida de pessoas infectadas com o vírus, bem como na conscientização da doença para o público geral. Durante entrevistas para o produto, a vocalista explicou que apesar de "pessoas pensarem que isso não pode acontecer com [elas] ou que só acontecerá com um certo gênero, o vírus pode afetar a vida de todos". No ano seguinte, estrelou em campanhas para a YouthAIDS e se fotografou nua para compor um livro de fotografias divulgado por Elton John, destinado à arrecadar verba para tratar pessoas que sofrem da enfermidade na África, sob comando da Elton John AIDS Foundation. Lamar Dawson, colunista da revista Billboard, elogiou a atuação da vocalista em acabar com "mitos" e "estereótipos" acerca do HIV.
Em parceria com o Human Rights Campaign (HRC), Aguilera emprestou sua voz para um projeto em parceria com outros artistas para o disco Love Rocks (2005). Em 2008, após a aprovação da Proposição 8 — lei estabelecida no estado da Califórnia que bania o casamento de indivíduos do mesmo sexo — Aguilera aderiu aos protestos contra e, ao ser questionada pela MTV News, afirmou: "Elegemos um presidente afro-americano, isso significa tanto [...] é um momento na história de grandes mudanças e de mentes abertas. Por que você colocaria tanto dinheiro por trás de algo [destinado] para impedir que as pessoas se amem e se unam? Eu simplesmente não entendo isso". A lei acabou sendo derrubada cinco anos depois, pela Suprema Corte dos Estados Unidos. No mesmo ano, através das redes sociais, Aguilera mobilizou uma campanha contra a homofobia e o racismo em referência ao seu vídeo para "Let There Be Love" (2013).
Em 2016, após o atentado terrorista em Orlando, ocorrido na boate LGBT Pulse, a intérprete divulgou a faixa "Change" e destinou todos os lucros arrecadados através da mesma para beneficiar os familiares das vítimas. Além disso, postou em suas redes sociais a seguinte mensagem: "A horrível tragédia que ocorreu em Orlando continua pesando na minha mente. Estou enviando bastante amor e orações para as vítimas e suas famílias. Assim como muitos, quero ajudar a fazer parte da mudança que o mundo precisa para se tornar um lugar maravilhoso e inclusivo, onde a humanidade possa se amar livremente e apaixonadamente". Na semana seguinte, ela e outros 180 artistas e executivos da indústria fonográfica assinaram uma carta aberta desenvolvida pela Billboard ao Congresso dos Estados Unidos, exigindo um maior controle de armas no país. Em 2019, enquanto visitava a Rússia através da The X Tour, Aguilera "abençoou" um pedido de casamento homossexual, contrariando as leis contra "propaganda gay". A atriz e também cantora Angelica Ross (que elenca a série Pose) contou em 2022 que a sua organização TransTech Social Enterprises, voltada para a formação profissional de pessoas LGBTQ+, recebe doações de Aguilera.

## Legado

### Recepção
"Em uma época onde muitos da indústria da música evitam completamente temas sobre lésbicas e gays ou, pior ainda, usam uma [determinada] imagem para difamá-los, a decisão de Christina em destacar pessoas gays e transgêneros em seu videoclipe foi uma forte declaração de inclusão, afirmação e aceitação".

—Joan Garry, diretora executiva da organização Gay and Lesbian Alliance Against Defamation (GLAAD), reconhecendo a atuação da artista em favor da comunidade no vídeo de "Beautiful", em 2003.
Aguilera foi analisada por críticos por sua atuação em favor da comunidade LGBT. Em 2013, a autora Kristin J. Lieb se referiu à artista como um "perfeito ícone gay" que "escreve músicas sobre recuperar-se quando se é incompreendido [...] canções sobre autoempoderamento [e] sobrevivência". Em decorrência da divulgação do vídeo musical para "Beautiful" (2002), diversas publicações reconheceram o impacto que a obra causou dentro da música popular, bem como na visibilidade positiva do público LGBT. Fan Zhong, autora da revista W, se referiu ao vídeo como "revolucionário para a época", além de considerar que "muitas [pessoas] ainda não estavam prontas para ver isso nas telas". De maneira semelhante, Richard S. He da Billboard elogiou a escolha da intérprete em "mostrar uma gama de diversidade de pessoas lutando contra a discriminação, autoimagem e identidade de gênero e sexual", notando que "era ousado para 2002, mas não menos potente nos dias de hoje". Através da mesma publicação, o vídeo foi escolhido por profissionais como um dos melhores divulgados no século XXI por sua "representação positiva de pessoas homossexuais e transgêneros".
Durante um artigo para o The Guardian, Hermione Hoby reconheceu como "Beautiful" influenciou trabalhos seguintes de artistas como Katy Perry, Lady Gaga e Kesha, artistas que desenvolveram canções direcionadas à aceitação do público LGBT. Hoby opina que "um vídeo musical exibindo dois homens se beijando era chocante em 2002, mas [foi] significativo em mostrar o poder da música popular em mudar as coisas" e que "a implicação é que a homossexualidade e a diferença devem ser comemoradas e não apenas suportadas". Em 2019, o jornal The Independent escolheu o vídeo como o décimo sexto maior momento da história para a cultura LGBT, com o editor Adam Bloodworth se referindo a ele como "um enorme sinal para uma geração de jovens de que seus sentimentos eram normais e de que a individualidade deveria ser celebrada". No ano seguinte à publicação da obra, Aguilera foi homenageada com um prêmio especial na cerimônia do GLAAD Media Award, onde discursou que sua canção "é definitivamente uma mensagem universal com a qual todos podem se identificar — qualquer pessoa que tenha sido discriminada ou não aceita, não apreciada ou desrespeitada apenas por serem quem são". Além disso, a faixa foi votada como a mais inspiradora da década de 2000 para o público LGBT, através da organização Stonewall Equality Limited. Desde então, a obra têm sido referida como um hino gay através de publicações como Billboard, The Huffington Post e Chicago Tribune.
Daniel Reynolds, autor do periódico The Advocate, se referiu à Aguilera como "uma recordista de vendas no mundo que realizou contribuições para a comunidade LGBTQ. Sua música se tornou um hino por sua mensagem inclusiva [e] ela têm advogado pela [conscientização] do HIV e a exaltação de artistas queer". Escrevendo para o BuzzFeed, Kelley Dunlap reconheceu o "ativismo pioneiro" presente ao longo da carreira da artista, observando que ela "estava defendendo os direitos LGBT quando George W. Bush era presidente e o casamento entre pessoas do mesmo sexo nem era permitido". Em 2019, em reconhecimento ao seu ativismo em favor da comunidade, ela recebeu um prêmio atribuído pelo Human Rights Campaign (HRC). Chad Griffin, presidente da organização, a considerou uma "lenda viva e um verdadeiro ícone LGBTQ , que usa consistentemente sua plataforma para compartilhar uma mensagem de esperança e inspiração para aqueles que foram marginalizados simplesmente por serem quem são [...] Através de sua música poderosa e seus incansáveis esforços para uma mudança positiva, ela está fazendo uma verdadeira diferença na vida de inúmeras pessoas".

### Referências na cultura popular

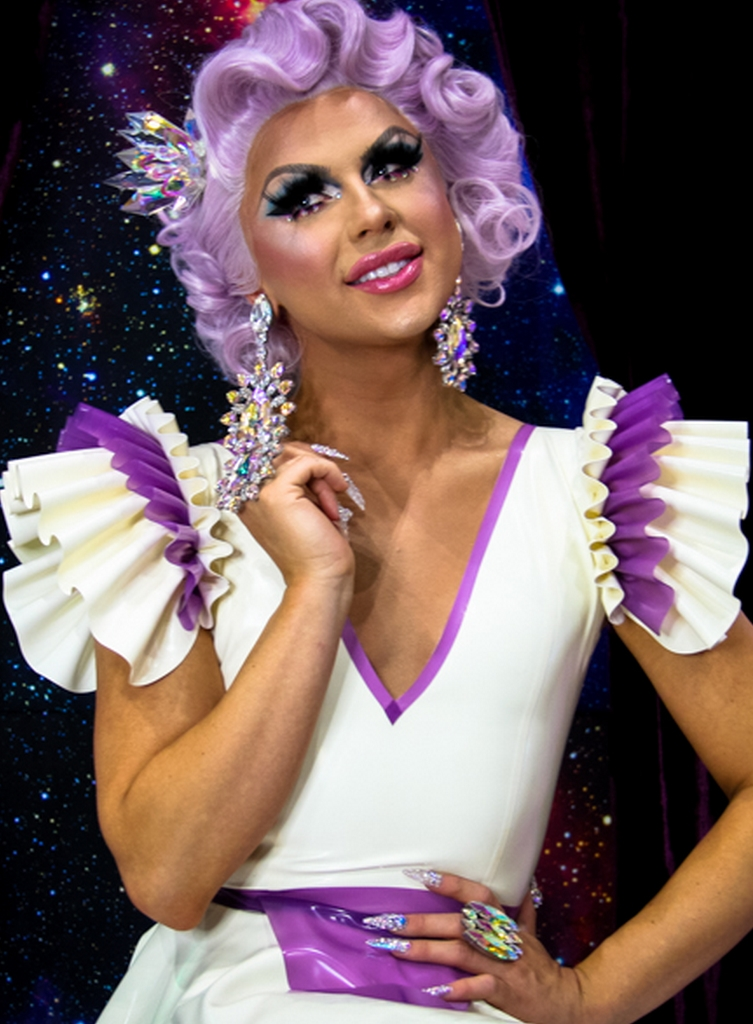
Aguilera teve seus trabalhos referenciados pela drag queen norte-americana Farrah Moan (imagem).